# Société de la guillotine
La Société de la Guillotine (ギロチン社, Girochin-sha) est une société secrète anarchiste violente créée à Osaka en 1922.

## Histoire
La Société de la Guillotine est fondée par des disciples de Sakae Ôsugi, grande figure de l’anarchisme au Japon, après que leurs plans pour tuer le Prince de Galles en visite sur l’archipel ont échoué. Leur grand projet est l’assassinat du prince héritier japonais, Hirohito. Ces anarchistes sont notamment influencés par les écrits du philosophe français Georges Sorel.
En 1923, dans le désordre qui suit le grand tremblement de terre de Tokyo, Osugi Sakae et Ito Noe sont assassinés par la gendarmerie (Kempeitai), et les membres de la Société de la Guillotine vont entreprendre de les venger.
En octobre 1923, ils (notamment Nakahama Tetsu et Furuta Daijirô) dévalisent une banque à Osaka pour se procurer des fonds, et ils tuent un des employés. Huit personnes sont arrêtées. Tanaka Yûnoshin assassine le frère du capitaine Amakasu, l’assassin d’Ôsugi Sakae et Itô Noe, et, en septembre 1924, Kyūtarō Wada tente de tuer avec une arme à feu, mais elle s’enraye, l’ancien lieutenant-général, Fukuda Masataro, qu’ils considèrent comme le premier responsable de la mort de leur maitre. Ils essayent rapidement de le tuer une seconde fois : Genjirô Muraki et Furuta posent une bombe à la maison du haut-gradé, mais il est alors absent. En 1924 également, Tetsu Nakahama et des complices attaquent le président de Kanebo Co. et ils sont arrêtés.
Nakahama, Furuta et Nanba Daisuke sont condamnés à la peine de mort et exécutés, et Wada se suicide en 1928.

## Postérité
En 2018, Takahisa Zeze a réalisé le film Le Chrysanthème et la Guillotine (ja), en s'inspirant notamment de l'histoire des membres de la Société de la guillotine.